# Phare de Burry Port
Le phare de Burry Port est situé dans le port de Burry Port (en gallois : Porth Tywyn). Il a remplacé le phare de Pembrey (en) en baie de Carmarthen qui était érigé à 400 mètres à l'ouest. Burry Port était autrefois le principal port exportateur de charbon des vallées voisines. Le quai abrite maintenant la seule marina du comté de Carmarthenshire, au Pays de Galles.

## Histoire
Ce phare a été construit entre 1830 et 1836 sous l'autorité de Trinity House, et il est maintenant géré par l'autorité portuaire. Il est situé sur le brise-lames occidental de Burry Port.
C'est une petite tour ronde et massive de 6 m de haut peinte en blanc, avec une galerie noire et une lanterne rouge. C'est une lumière de port dont le coût annuel d'entretien est payé par les taxes portuaires.
En 1995/96, le phare a été restauré avec le soutien du Burry Port Yacht Club, et Trinity House a fait don d'une nouvelle lumière. Le phare restauré est maintenant exploité par le conseil du comté de Carmarthenshire et a été officiellement ouvert le 9 février 1996 par le conseiller David T. James, le maire de Llanelli.
La lumière blanche clignotante actuelle est visible jusqu'à quinze milles et constitue maintenant un repère important pour le yacht club et l'activité portuaire.

### Lien connexe
- Liste des phares du Pays de Galles